# Copa de España de fútbol sala femenino 2006
La Copa de España de Fútbol Sala Femenino de 2006 tuvo lugar entre el 10 de febrero y el 12 de febrero en Las Matas (Comunidad de Madrid). Es la decimosegunda edición de este campeonato español.
A la cita acudieron los ocho primeros clasificados de la primera vuelta de la liga. Los cruces de cuartos se dilucidarán por orden estricto de clasificación al término de la Liga en Primera División, así el primer clasificado se medirá contra el octavo o en su defecto el anfitrión, el segundo contra séptimo, tercero contra sexto y cuarto contra quinto.

## Equipos participantes
| Preconte Telde | Futsi Navalcarnero | Tecnocasa Móstoles | C.D. V.P. Soto del Real | Kettal Fuenlabrada | Femesala Elche | FSF UCAM Murcia | FS Gironella |
| -------------- | ------------------ | ------------------ | ----------------------- | ------------------ | -------------- | --------------- | ------------ |

## Organización

### Sede
El torneo se disputó en Las Matas, en el Polideportivo Municipal de las Matas.

## Resultados

### Cuadro final
|  | Cuartos de final   | Cuartos de final   | Cuartos de final   |                    |                | Semifinales    | Semifinales | Semifinales |  |                | Final          | Final | Final |  |
|  |                    |                    |                    |                    |                |                |             |             |  |                |                |       |       |  |
|  |                    |                    |                    |                    |                |                |             |             |  |                |                |       |       |  |
|  | Femesala Elche     | Femesala Elche     | 1                  |                    |                |                |             |             |  |                |                |       |       |  |
|  | Femesala Elche     | Femesala Elche     | 1                  |                    |                |                |             |             |  |                |                |       |       |  |
|  | Preconte Telde     | Preconte Telde     | 2                  |                    |                |                |             |             |  |                |                |       |       |  |
|  | Preconte Telde     | Preconte Telde     | 2                  |                    | Preconte Telde | Preconte Telde | 4           |             |  |                |                |       |       |  |
|  |                    |                    |                    |                    | Preconte Telde | Preconte Telde | 4           |             |  |                |                |       |       |  |
|  |                    |                    | UCAM Murcia        | UCAM Murcia        | 3              |                |             |             |  |                |                |       |       |  |
|  | UCAM Murcia        | UCAM Murcia        | UCAM Murcia        | UCAM Murcia        | 3              | 4              |             |             |  |                |                |       |       |  |
|  | UCAM Murcia        | UCAM Murcia        |                    |                    |                |                |             |             |  |                |                |       |       |  |
|  | Kettal Fuenlabrada | Kettal Fuenlabrada | 2                  |                    |                |                |             |             |  |                |                |       |       |  |
|  | Kettal Fuenlabrada | Kettal Fuenlabrada | 2                  |                    |                |                |             |             |  | Preconte Telde | Preconte Telde | 2     |       |  |
|  |                    |                    |                    |                    |                |                |             |             |  | Preconte Telde | Preconte Telde | 2     |       |  |
|  |                    |                    | Móstoles           | Móstoles           | 2              |                |             |             |  |                |                |       |       |  |
|  | Móstoles           | Móstoles           | Móstoles           | Móstoles           | 2              | 2              |             |             |  |                |                |       |       |  |
|  | Móstoles           | Móstoles           |                    |                    |                |                |             |             |  |                |                |       |       |  |
|  | Gironella          | Gironella          | 1                  |                    |                |                |             |             |  |                |                |       |       |  |
|  | Gironella          | Gironella          | 1                  |                    | Móstoles       | Móstoles       | 6           |             |  |                |                |       |       |  |
|  |                    |                    |                    |                    | Móstoles       | Móstoles       | 6           |             |  |                |                |       |       |  |
|  |                    |                    | Futsi Navalcarnero | Futsi Navalcarnero | 4              |                |             |             |  |                |                |       |       |  |
|  | Futsi Navalcarnero | Futsi Navalcarnero | Futsi Navalcarnero | Futsi Navalcarnero | 4              | 3              |             |             |  |                |                |       |       |  |
|  | Futsi Navalcarnero | Futsi Navalcarnero |                    |                    |                |                |             |             |  |                |                |       |       |  |
|  | Soto del Real      | Soto del Real      | 2                  |                    |                |                |             |             |  |                |                |       |       |  |
|  | Soto del Real      | Soto del Real      | 2                  |                    |                |                |             |             |  |                |                |       |       |  |
|  |                    |                    |                    |                    |                |                |             |             |  |                |                |       |       |  |

### Cuartos de final

#### Femesala Elche - Teldeportivo
| 10 de febrero de 2006, 10:00 (UTC+1) | Femesala Elche | 1:2 (0:1) | Preconte Telde         | Las Matas, Las Rozas de Madrid                                                 |                                                                                |
|                                      | Susana 37'     | Reporte   | Yaiza 18' · Menchu 42' | Asistencia: 150 espectadores Árbitro(s): Juan Carlos Martín Fernando Gutiérrez | Asistencia: 150 espectadores Árbitro(s): Juan Carlos Martín Fernando Gutiérrez |

#### Ucam Murcia - Kettal Fuenlabrada
| 10 de febrero de 2006, 12:15 (UTC+1) | FSF UCAM Murcia                                     | 4:2 (2:1) | Kettal Fuenlabrada                  | Las Matas, Las Rozas de Madrid                                                              |                                                                                             |
|                                      | Fátima 6' 39' · Ana Hurtado 18' · Mónica Gracia 26' | Reporte   | Anita Duque 3' · Natalia Flores 38' | Asistencia: 250 espectadores Árbitro(s): Ricardo Contreras Tejedor Gema Ballesteros Herrero | Asistencia: 250 espectadores Árbitro(s): Ricardo Contreras Tejedor Gema Ballesteros Herrero |

#### Móstoles - Gironella
| 10 de febrero de 2006, 17:00 (UTC+1) | Tecnocasa Móstoles   | 2:1 (2:1) | Finques Cadí Gironella | Las Matas, Las Rozas de Madrid                                    |                                                                   |
|                                      | Wendo 2' · Mamen 12' | Reporte   | Mónica Lara 13'        | Asistencia: 300 espectadores Árbitro(s): Ángel Dorado Óscar Gómez | Asistencia: 300 espectadores Árbitro(s): Ángel Dorado Óscar Gómez |

#### Futsi Navalcarnero - Soto del Real
| 10 de febrero de 2006, 19:15 (UTC+1) | Futsi Navalcarnero                     | 3:2 (1:1) | Soto del Real                | Las Matas, Las Rozas de Madrid                                           |                                                                          |
|                                      | Raquel Souza 18' 37' · Eva Manguán 29' | Reporte   | María García 8' · Esther 39' | Asistencia: 300 espectadores Árbitro(s): Carlos Múnez Francisco J. Ponce | Asistencia: 300 espectadores Árbitro(s): Carlos Múnez Francisco J. Ponce |

### Semifinales

#### Preconte Telde - Ucam Murcia
| 11 de febrero de 2006, 17:00 (UTC+1) | Preconte Telde               | 4:3 (2:0) | FSF UCAM Murcia                     | Las Matas, Las Rozas de Madrid                                       |                                                                      |
|                                      | Yaiza 5' 13' · Delia 33' 38' | Reporte   | Mónica 25' · Fátima 27' · Irene 39' | Asistencia: 500 espectadores Árbitro(s): Diana Martínez Andrea Pasos | Asistencia: 500 espectadores Árbitro(s): Diana Martínez Andrea Pasos |

#### Móstoles - Futsi Navalcarnero
| 11 de febrero de 2006, 19:15 (UTC+1) | Tecnocasa Móstoles                                         | 6:4 (2:2) | Futsi Navalcarnero                        | Las Matas, Las Rozas de Madrid |               |
|                                      | Laura Jiménez 2' · Pitu 14' · Wendo 25' 27' 38' · Fabi 39' | Reporte   | Eva Manguán 7' 19' 31' · Raquel Souza 39' | Árbitro(s): -                  | Árbitro(s): - |

### Final
| 13          | Bandera de España | Sarah          |  |
| 2           | Bandera de España | Yaiza          |  |
| 7           | Bandera de España | Menxu          |  |
| 8           | Bandera de España | Delia          |  |
| 13          | Bandera de España | Isa            |  |
| Entrenador: | Entrenador:       | Pepe Arencibia |  |

| 1           | Bandera de España | Ana           |  |
| 6           | Bandera de España | Patri Manzano |  |
| 7           | Bandera de España | Laura Jiménez |  |
| 8           | Bandera de España | Wendo         |  |
| 11          | Bandera de España | Mamen         |  |
| Entrenador: | Entrenador:       | Ángel Saíz    |  |

| 6  | Bandera de España | María    |  |
| 14 | Bandera de España | Muni     |  |
| 11 | Bandera de España | Ana Luis |  |
| 9  | Bandera de España | Margot   |  |

| 14 | Bandera de España | Bea Fernández |  |
| 3  | Bandera de España | Pitu          |  |
| 4  | Bandera de España | Laura Moreno  |  |
| 15 | Bandera de España | Isa           |  |

| Anotado | 5'  | Isa    | 1-0 |
| Anotado | 37' | Margot | 2-2 |

| Anotado | 9'  | Pitu          | 1-1 |
| Anotado | 19' | Laura Jiménez | 1-2 |

| Amonestado |  | Yaiza    |  |
| Amonestado |  | Ana Luis |  |

| Amonestado |  | Laura Jiménez |  |

| Fallo de penal |  | Muni   | 0-0 |
| Fallo de penal |  | Margot | 0-0 |
| Anotado        |  | Delia  | 1-0 |

| Fallo de penal |  | Mamen         | 0-0 |
| Fallo de penal |  | Bea Fernández | 0-0 |
| Fallo de penal |  | Laura Moreno  | 0-0 |

| 13          | Bandera de España | Sarah          |  |
| 2           | Bandera de España | Yaiza          |  |
| 7           | Bandera de España | Menxu          |  |
| 8           | Bandera de España | Delia          |  |
| 13          | Bandera de España | Isa            |  |
| Entrenador: | Entrenador:       | Pepe Arencibia |  |

| 1           | Bandera de España | Ana           |  |
| 6           | Bandera de España | Patri Manzano |  |
| 7           | Bandera de España | Laura Jiménez |  |
| 8           | Bandera de España | Wendo         |  |
| 11          | Bandera de España | Mamen         |  |
| Entrenador: | Entrenador:       | Ángel Saíz    |  |

| 6  | Bandera de España | María    |  |
| 14 | Bandera de España | Muni     |  |
| 11 | Bandera de España | Ana Luis |  |
| 9  | Bandera de España | Margot   |  |

| 14 | Bandera de España | Bea Fernández |  |
| 3  | Bandera de España | Pitu          |  |
| 4  | Bandera de España | Laura Moreno  |  |
| 15 | Bandera de España | Isa           |  |

| Anotado | 5'  | Isa    | 1-0 |
| Anotado | 37' | Margot | 2-2 |

| Anotado | 9'  | Pitu          | 1-1 |
| Anotado | 19' | Laura Jiménez | 1-2 |

| Amonestado |  | Yaiza    |  |
| Amonestado |  | Ana Luis |  |

| Amonestado |  | Laura Jiménez |  |

| Fallo de penal |  | Muni   | 0-0 |
| Fallo de penal |  | Margot | 0-0 |
| Anotado        |  | Delia  | 1-0 |

| Fallo de penal |  | Mamen         | 0-0 |
| Fallo de penal |  | Bea Fernández | 0-0 |
| Fallo de penal |  | Laura Moreno  | 0-0 |

| Canarias                          |
| Campeón Preconte Telde 1.o título |

## Estadísticas

### Tabla de goleadoras
| Puesto                                       | Jugadora     | Equipo                | Goles |
| -------------------------------------------- | ------------ | --------------------- | ----- |
| 1                                            | Eva Manguán  | Atlético Navalcarnero | 4     |
| 1                                            | Wendo        | Móstoles              | 4     |
| 3                                            | Yaiza        | Teldeportivo          | 3     |
| 3                                            | Fátima       | Ucam Murcia           | 3     |
| 3                                            | Raquel Souza | Atlético Navalcarnero | 3     |
| Última actualización: 12 de febrero de 2006. |              |                       |       |